# Migdolus cuyabanus
Migdolus cuyabanus es una especie de escarabajo del género Migdolus, familia Cerambycidae. Fue descrita por Lane en 1937. Habita en Brasil.